# والتر بيل
والتر بيل (بالإنجليزية: Walter A. Bell)‏ (و. 1889 – 1969 م) هو عالم نبات، وإحاثي، وجيولوجي كندي، ولد في سانت توماس، أونتاريو، توفي عن عمر يناهز 80 عاماً.
عمل في هيئة المسح الجيولوجي في كندا أكثر من 40 عامًا وألف أو شارك في تأليف 70 مطبوعة. معظمها يتعلق بالطباقية الكربونية وعلم النبات القديم وعلم الحفريات في كندا الأطلسية. كما ساهم بشكل كبير في وسط وغرب الكنوز القديمة في العصر الحجري القديم. قدم عمله الدعم لنظرية الانجراف القاري.

## التعليم
تعلم في جامعة ييل، وجامعة كوينز.

## جوائز
حصل على جوائز منها:
- ميدالية لوغان [الإنجليزية]‏ (1965).